# エボン環礁

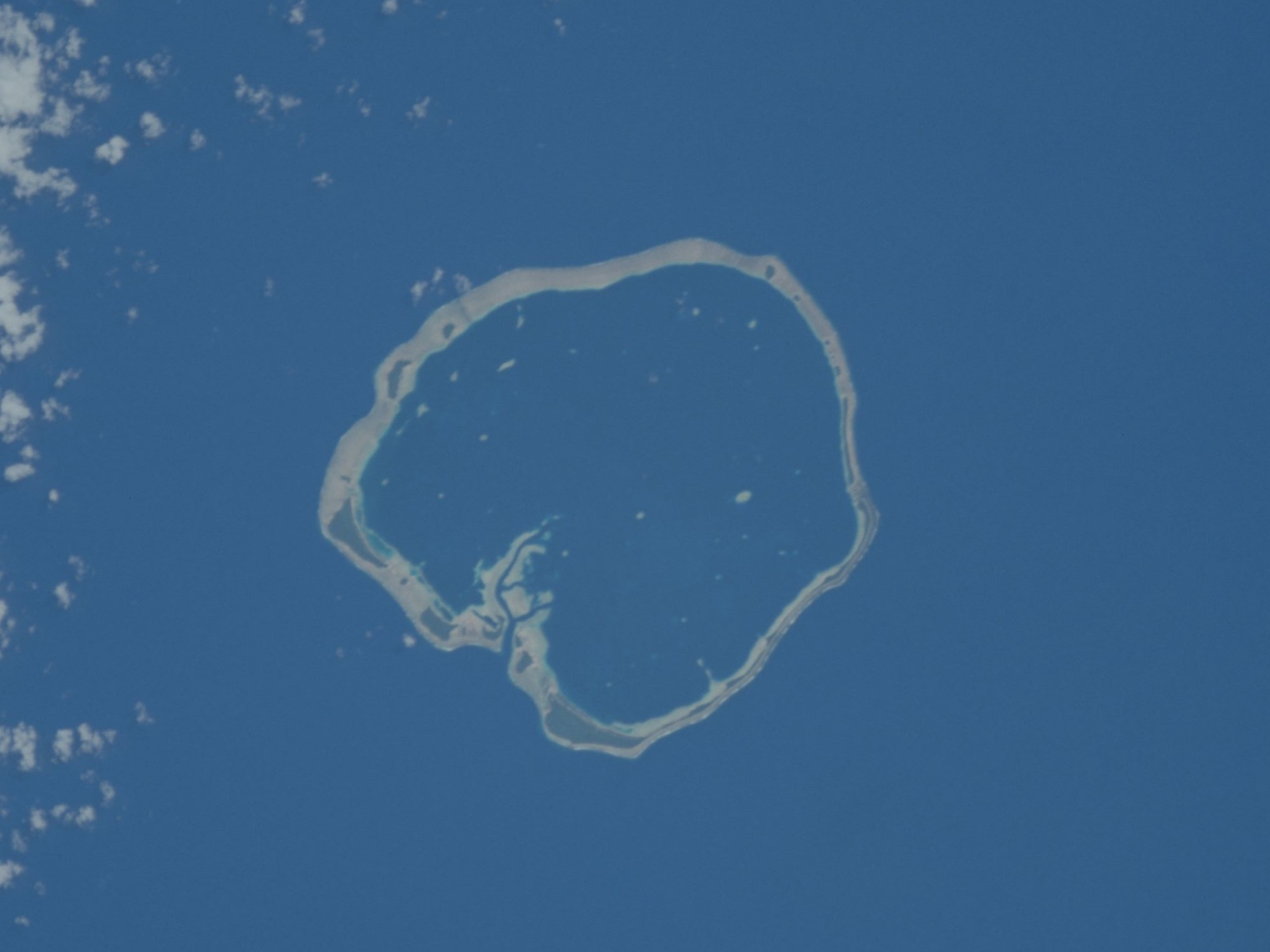
エボン環礁

エボン環礁は、22の小島から成る太平洋上の環礁であり、マーシャル諸島のラリック列島に属している。すべての小島を合わせた陸地の面積は5.7km2であるが、環礁の総面積は103km2にもなる。これはラリック列島の南端面積のほとんどを占める。
環礁の南西の端から内部までは曲がりくねった通路があり、これはエボン・チャンネルと呼ばれている。
エボン環礁の人口は1999年度で741人である。
エボンは、1857年に宣教師によって発見された、マーシャル諸島で最初の環礁でもある。